# Campionato sammarinese di calcio a 5 2014-2015
La stagione 2014/2015 è la nona edizione del "Campionato Sammarinese di Futsal". Parte il 29 settembre 2014 per concludersi il 12 maggio 2015 con la finale dei play-off.
Le squadre sono divise in due gironi, il campionato regolare si svolge con scontri di andata e ritorno fra le squadre dello stesso girone intervallate da una fase a scontro diretto con le squadre del girone opposto denominata "intergirone".
Al termine della stagione regolare le prime tre classificate di ogni girone hanno avuto accesso ai play-off, formula tramite la quale si è aggiudicato il titolo.

## Classifica 2014/2015

### Girone 1
|                       |    | Classifica 2014-15 | Pt | G  | V  | N | P  | GF | GS  | DR   |
| --------------------- | -- | ------------------ | -- | -- | -- | - | -- | -- | --- | ---- |
| San Marino (bandiera) | 1. | Pennarossa         | 41 | 19 | 13 | 2 | 4  | 77 | 32  | +45  |
|                       | 2. | La Fiorita         | 38 | 19 | 12 | 2 | 5  | 49 | 26  | +23  |
|                       | 3. | Fiorentino         | 33 | 19 | 9  | 6 | 4  | 64 | 39  | +25  |
|                       | 4. | Domagnano          | 31 | 19 | 9  | 4 | 6  | 38 | 40  | -2   |
|                       | 5. | Cosmos             | 24 | 19 | 8  | 0 | 11 | 60 | 60  | 0    |
|                       | 6. | Juvenes/Dogana     | 23 | 19 | 7  | 2 | 10 | 70 | 48  | +22  |
|                       | 7. | Cailungo           | 6  | 19 | 2  | 0 | 17 | 27 | 133 | -106 |

### Girone 2
|  |    | Classifica 2014-15 | Pt | G  | V  | N | P  | GF | GS  | DR   |
|  | -- | ------------------ | -- | -- | -- | - | -- | -- | --- | ---- |
|  | 1. | Tre Fiori          | 50 | 19 | 16 | 2 | 1  | 74 | 24  | +50  |
|  | 2. | Murata             | 36 | 19 | 11 | 3 | 5  | 57 | 39  | +18  |
|  | 3. | San Giovanni       | 32 | 19 | 10 | 2 | 7  | 66 | 35  | +31  |
|  | 4. | Folgore            | 31 | 19 | 9  | 4 | 6  | 69 | 37  | +32  |
|  | 5. | Tre Penne          | 18 | 19 | 5  | 3 | 11 | 55 | 70  | -15  |
|  | 6. | Virtus             | 15 | 19 | 4  | 3 | 12 | 43 | 15  | +28  |
|  | 7. | Libertas           | 4  | 19 | 1  | 1 | 17 | 30 | 139 | -109 |

## Play-off
Ai play-off si qualificano le prime tre squadre di ogni girone.
Una squadra viene eliminata nel momento in cui perde due partite. Le vincenti di ogni gara seguono la linea a destra mentre le perdenti seguono la linea verso il basso.
|  |              |              |              |       |            |            |            |            |   |              |              |           |        |   |  |        |            |            |   |  |  |            |            |   |                       |  |  |  |  |  |
|  | Murata       | Murata       | 3            |       |            |            |            |            |   |              | Tre Fiori    | Tre Fiori | 1      |   |  |        |            |            |   |  |  |            |            |   |                       |  |  |  |  |  |
|  | Fiorentino   | Fiorentino   | 0            |       | Pennarossa | Pennarossa | 0          |            |   | Tre Fiori    | Tre Fiori    | 2         |        |   |  |        |            |            |   |  |  |            |            |   |                       |  |  |  |  |  |
|  |              |              |              |       |            | Murata     | Murata     | 2 (6)      |   |              |              |           |        |   |  | Murata | Murata     | 1          |   |  |  |            |            |   |                       |  |  |  |  |  |
|  |              | San Giovanni | San Giovanni | 2 (4) |            |            |            |            |   |              |              |           |        |   |  |        |            |            |   |  |  | Tre Fiori  | Tre Fiori  | 1 |                       |  |  |  |  |  |
|  |              |              |              |       |            |            |            |            |   |              |              |           |        |   |  |        | Pennarossa | Pennarossa | 2 |  |  | Pennarossa | Pennarossa | 4 | San Marino (bandiera) |  |  |  |  |  |
|  |              |              |              |       |            |            | Fiorentino | Fiorentino | 0 |              |              | Murata    | Murata | 1 |  |        |            |            |   |  |  |            |            |   |                       |  |  |  |  |  |
|  |              | Fiorentino   | Fiorentino   | 3     |            |            | Pennarossa | Pennarossa | 2 |              |              |           |        |   |  |        |            |            |   |  |  |            |            |   |                       |  |  |  |  |  |
|  |              |              |              |       | Fiorentino | Fiorentino | 2          |            |   | San Giovanni | San Giovanni | 2         |        |   |  |        |            |            |   |  |  |            |            |   |                       |  |  |  |  |  |
|  |              |              |              |       | La Fiorita | La Fiorita | 1          |            |   |              |              |           |        |   |  |        |            |            |   |  |  |            |            |   |                       |  |  |  |  |  |
|  | La Fiorita   | La Fiorita   | 1            |       |            |            |            |            |   |              |              |           |        |   |  |        |            |            |   |  |  |            |            |   |                       |  |  |  |  |  |
|  | San Giovanni | San Giovanni | 2            |       |            |            |            |            |   |              |              |           |        |   |  |        |            |            |   |  |  |            |            |   |                       |  |  |  |  |  |

- Primo Turno

| Squadra 1  | Risultato | Squadra 2    |
| ---------- | --------- | ------------ |
| Murata     | 3-0       | Fiorentino   |
| La Fiorita | 1-2       | San Giovanni |

- Secondo Turno

| Squadra 1  | Risultato     | Squadra 2    |
| ---------- | ------------- | ------------ |
| Murata     | 2–2 (6–4 dcr) | San Giovanni |
| Fiorentino | 2-1 (dts)     | La Fiorita   |

- Terzo Turno

| Squadra 1  | Risultato | Squadra 2    |
| ---------- | --------- | ------------ |
| Fiorentino | 3-2       | San Giovanni |
| Tre Fiori  | 1-0       | Pennarossa   |

- Quarto Turno

| Squadra 1  | Risultato | Squadra 2  |
| ---------- | --------- | ---------- |
| Fiorentino | 0-2       | Pennarossa |
| Tre Fiori  | 2-1       | Murata     |

- Semifinale

| Squadra 1  | Risultato | Squadra 2 |
| ---------- | --------- | --------- |
| Pennarossa | 2-1       | Murata    |

## Finale
| Fiorentino 12 maggio 2015, ore 21:00 UTC+1 | Tre Fiori | 1 – 4 referto | Pennarossa |  |

## Campione
Pennarossa
(1º titolo)